# Uptown Girls
Uptown Girls är en amerikansk långfilm från 2003 i regi av Boaz Yakin, med Brittany Murphy, Dakota Fanning, Marley Shelton och Donald Faison i rollerna.

## Handling
Filmen handlar om Molly Gunn vars föräldrar, rockstjärnan Tommy Gunn med hustru, omkom i en flygplansolycka när hon var nästan åtta år. Molly lever ett bekymmersfritt liv på ärvda pengar fram tills hon vid 22 års ålder får reda på att hennes förmyndare har givit sig av med alla pengar Molly har fått av sina föräldrar. Då måste hon istället ge sig ut och hitta jobb, vilket inte är så lätt när man är van att få allt serverat för sig. Hon får till slut arbete hos sin kompis's chef. Hon ska vara nanny åt den lite udda Ray. Rays far ligger i koma efter en stroke och hennes mamma ses allt som oftast utanför hemmet jagandes nya stjärnor att ge skivkontrakt. Ray är åtta år och äter piller vid fasta tidpunkter, bär alltid runt på servetter så hon inte åker ut för några sjukdomar eller ska bli sjuk. Hon ser sin far som en grönsak, som snart inte finns längre. Filmen handlar om hur de ska stå ut med varandra och att de till slut når en väldigt stark vänskap.

## Rollista
| Brittany Murphy  | – Molly         |
| Dakota Fanning   | – Ray           |
| Marley Shelton   | – Ingrid        |
| Donald Faison    | – Huey          |
| Jesse Spencer    | – Neal          |
| Austin Pendleton | – Mr. McConkey  |
| Heather Locklear | – Roma Schleine |